# Битва при Пирее
Битва при Пирее — сражение во время похода Фрасибула, военной кампании афинских изгнанников-демократов против олигархического режима Тридцати.

## Предыстория
После установления режима Тридцати тиранов последние изгнали некоторых влиятельных противников олигархии — Фрасибула, Анита и Алкивиада. Фрасибул и Анит, сбежавшие в Фивы, начали собирать там своих сторонников. Демократическую оппозицию возглавил Фрасибул, который решил вооружённым путём свергнуть тиранов. Зимой 404/403 г. до н. э. Фрасибул во главе отряда примерно из 70 человек вторгся из Беотии в Аттику. Ему удалось захватить укреплённый пункт Фила. Тираны с отрядом из трёх тысяч граждан подошли к Филе. Сначала они безуспешно попытались взять крепость штурмом, а потом приступили к осаде и стали строить осадную стену. Но ночью начался густой снег, и олигархические войска отступили в город. Тогда тираны отправили к Филе спартанский гарнизон и два отряда всадников, которые заняли позицию неподалёку от Фрасибула. Между тем численность отряда демократов достигла 700 человек. Режим Тридцати всё более терял влияние в народе. Затем изгнанники напали на войска тиранов. Разгромив спартанцев и всадников, демократы вернулись в Филу.
Ощущая, что их положение только ухудшается, Тридцать решили повести переговоры с Фрасибулом. Ему предложили место в коллегии Тридцати взамен казнённого Ферамена, но он решительно отказался. Тогда тираны решили на случай поражения приобрести убежище. Они прибыли в Элевсин, обманом арестовали его жителей, привели в Афины, произвели формальный судебный процесс над ними, обвинив в связях с демократами, и казнили.
Силы Фрасибула достигли тысячи человек. С ними он в мае 403 г. до н. э. занял Пирей. Критий с войском немедленно двинулся против демократов. Отряд Фрасибула попытался не пропустить их в Пирей, но затем все их силы были стянуты в Мунихию. Тридцать тиранов стояли на левом фланге. Демократы стояли на возвышенности, олигархические войска двинулись на них. В бою пали тираны Критий и Гиппомах. Перемирие, объявленное после битвы для сбора трупов, демократы использовали как возможность вступать в контакты с противниками и убеждать их в тщетности и бессмысленности гражданской распри. 
На следующий день в Афинах Тридцать были свергнуты, и власть перешла к олигархической коллегии Десяти. Восстанавливать демократический строй афинские граждане не хотели, так как боялись мести со стороны изгнанников-демократов. Аттика по-прежнему оставалась расколотой. 
Стабилизации ситуации косвенно помогли события в Спарте. Там противостояли друг другу влиятельный полководец Лисандр и царь Павсаний, которого поддерживали эфоры. Законной власти в Спарте не нравилось усиление влияния Лисандра. Бежавшие в Элевсин Тридцать призвали на помощь Лисандра, а Десять — Павсания. В результате сначала в Аттику двинулся Лисандр, а затем — спартанский царь. Результатом внутриполитической борьбы стало фактическое отстранение Лисандра от руководства походом, так как Павсаний смог заручиться поддержкой царя Агиса и трёх из пяти эфоров. 
Лисандр после своего появления в Аттике направился в Элевсин и начал формировать большую армию, набирая в нее наемников из Пелопоннеса, и в этот момент появился Павсаний во главе спартанской армии. Его целью было не допустить того, чтобы Афины оказались под полным контролем Лисандра. Среди союзников Спарты стало появляться недовольство поддержкой ей тирании Тридцати.
Павсаний расположился лагерем в Галипеде около Пирея; он расположился на правом фланге, присоединившийся к нему Лисандр — на левом. Спартанский царь, относившийся с явной симпатией к демократам, отправил к ним послов с мирными предложениями на условии возвращении им прежнего имущества. Демократы отказались.

## Битва
После отказа демократов Павсаний атаковал демократов, но только для вида, из-за того, что выказывал им расположение. После неудачного штурма он приказал своим воинам отступить.
На следующий день Павсаний с двумя спартанскими морами и тремя филами афинских всадников отправился в Тихую Гавань, чтобы подыскать место для осадных орудий. На обратном пути на него напали пирейские демократы. Павсаний обратил их в бегство и преследовал до Пирейского театра. Стоявшие там пирейские легковооружённые и гоплиты атаковали спартанцев, при этом было убито два спартанских полемарха Херон и Фибрах, олимпийский чемпион Лакрат и некоторые другие. На подмогу демократам двинулся Фрасибул с другими гоплитами; Павсаний, отступив, призвал на подмогу воинов, находившихся в лагере. Спартанцы встали глубоким строем и атаковали демократов, в результате чего часть из них была оттеснена в болото, а другая часть обращена в бегство. После этого Павсаний поставил трофей и отступил.

## Итоги и последствия
После битвы Павсаний, всё также симпатизировавший демократам, тайно отправил к ним своих людей, которые заверили их, что царь хочет мира на определённых условиях, с какими пирейские демократы и должны отправить послов к нему и бывшим при нём эфорам. Они послушались его совета и отправили послов. Также он отправил своих людей и к сторонникам мира в Афинах, убедив их также отправить послов. Выслушав представителей пирейских демократов и партии мира в Афинах, эфоры отправили их в Спарту. На переговоры согласились и члены умеренной олигархической коллегии Десяти, правившей в Афинах.
В результате были выработаны условия мирного соглашения, в котором активное участие принимал Павсаний. Стороны пришли к соглашению о примирении на условиях обоюдной амнистии. Амнистия не распространялась только на членов коллегий Тридцати, Десяти (правителей Пирея) и Одиннадцати (ведавшей политическим сыском). Олигархически настроенным гражданам предоставлялось право поселиться в Элевсине.